# BRIC
Em economia, BRIC é uma sigla que se refere a Brasil, Rússia, India e China, que se destacam no cenário mundial como países em desenvolvimento. O acrônimo foi cunhado e proeminentemente usado pelo economista Jim O'Neill, chefe de pesquisa em economia global do grupo financeiro Goldman Sachs, em um estudo de 2001 intitulado "Building Better Global Economic BRICs".
O México e a Coreia do Sul seriam os únicos países comparáveis com os países BRIC, de acordo com um artigo publicado em 2005, mas suas economias foram excluídas inicialmente porque já foram considerados mais desenvolvidas. O Goldman Sachs argumenta que, uma vez que estão em rápido desenvolvimento, em 2050, o conjunto das economias do BRIC pode eclipsar o conjunto das economias dos países mais ricos do mundo atual. Os quatro países, em conjunto, representam atualmente mais de um quarto da área terrestre do planeta e mais de 40% da população mundial.
O Goldman Sachs não afirma que o BRIC se organizam em um bloco econômico ou uma associação de comércio formal, como no caso da União Europeia. No entanto, há fortes indícios de que "os quatro países do BRIC têm procurado formar um "clube político" ou uma "aliança", e assim convertendo "seu crescente poder econômico em uma maior influência geopolítica." Em 16 de junho de 2009, os líderes dos países do BRIC realizaram sua primeira reunião, em Ecaterimburgo, e emitiram uma declaração apelando para o estabelecimento de uma ordem mundial multipolar. Desde então, os BRICs realizam cúpulas anuais e, em 2011, convidaram a África do Sul a se juntar ao grupo, formando o BRICS. As relações bilaterais entre os países do BRIC tem sido conduzidas principalmente com base nos princípios de não interferência, igualdade e benefício mútuo.

## Tese

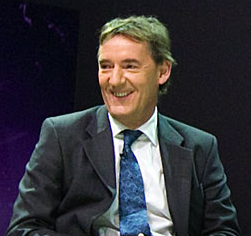
Jim O'Neill foi quem propôs a ideia dos países BRIC.

O Goldman Sachs afirma que o potencial econômico do Brasil, Rússia, Índia e China é tamanho que esses países poderiam se tornar as quatro economias dominantes do mundo até o ano 2050. A tese foi proposta por Jim O'Neill, chefe de pesquisa em economia global do grupo financeiro Goldman Sachs. Estes países abrangem mais de 25% de cobertura de terra do planeta e 40% da população do mundo, além de possuírem um PIB combinado (PPC) de 18.486 trilhões de dólares. Em quase todos os aspectos, essa seria a maior entidade no cenário internacional. Estes quatro países estão entre os mercados emergentes de maior e mais rápido crescimento econômico.[carece de fontes?]
Não é a intenção da Goldman Sachs argumentar que esses quatro países são uma aliança política (como a União Europeia) ou algum tipo de associação comercial formal, como a ASEAN. Entretanto, os países BRICs têm tomado medidas para aumentar a sua cooperação política, principalmente como uma forma de influenciar a posição dos Estados Unidos sobre acordos comerciais importantes, ou, através da ameaça implícita de cooperação política, como uma forma de extrair concessões políticas dos EUA, como a proposta de cooperação nuclear com a Índia.[carece de fontes?]
De acordo com um artigo publicado em 2005, o México e a Coreia do Sul foram os únicos outros países comparáveis aos BRICs, mas suas economias foram inicialmente excluídas por serem considerados já mais desenvolvidas, uma vez que já eram membros da OCDE. Vários dos mais desenvolvidos países P-11, em particular a Turquia, México, Nigéria e Indonésia, são vistos como possíveis candidatos ao BRICs. Alguns outros países em desenvolvimento que ainda não atingiram o nível econômico dos P-11, como a África do Sul, aspiram o estatuto de BRIC. Os economistas da 2011 Reuters Investment Outlook Summit, realizada nos dias 6 e 7 de dezembro de 2010, rejeitaram a ideia de unir a África do Sul ao BRIC. Jim O'Neill, disse à cúpula que ele estava sendo constantemente pressionado sobre o BRIC por vários países. Ele disse que a África do Sul, com uma população de menos de 50 milhões de pessoas, era muito pequena como economia para se juntar aos países BRIC.
A Goldman Sachs tem argumentado que, uma vez que os quatro países do BRIC estão se desenvolvendo rapidamente, em 2050, suas economias combinadas poderá eclipsar o conjunto das economias dos países mais ricos do mundo atual. Estes quatro países, juntos, respondem atualmente por mais de um quarto da área terrestre do mundo e mais de 40% da população mundial.

### Sonhando com os BRICs: A caminho de 2050 (2003)

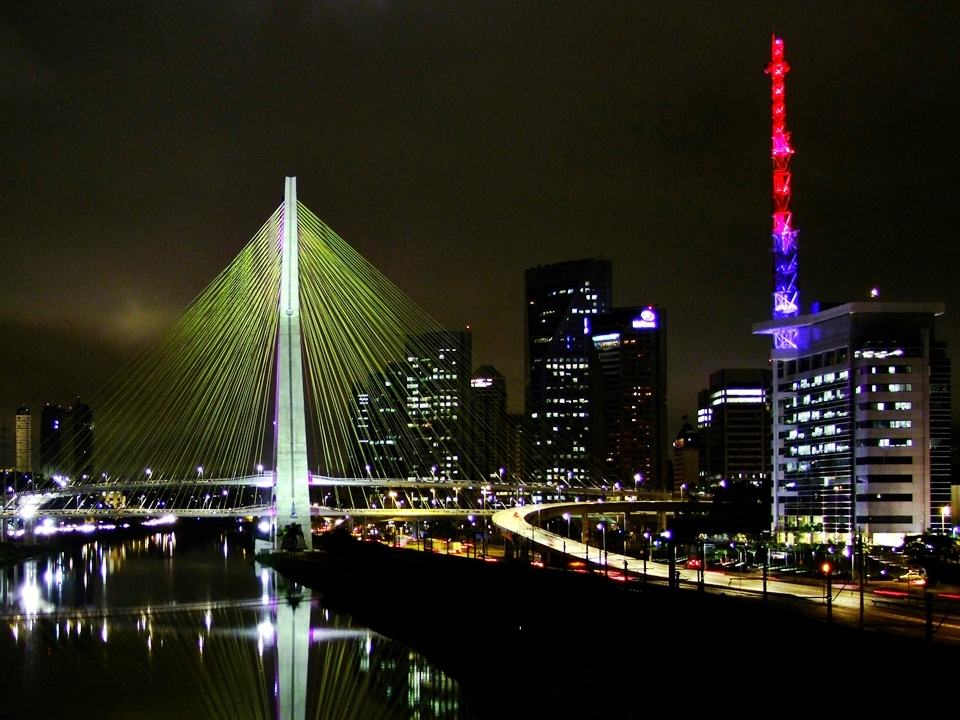
São Paulo, Brasil.

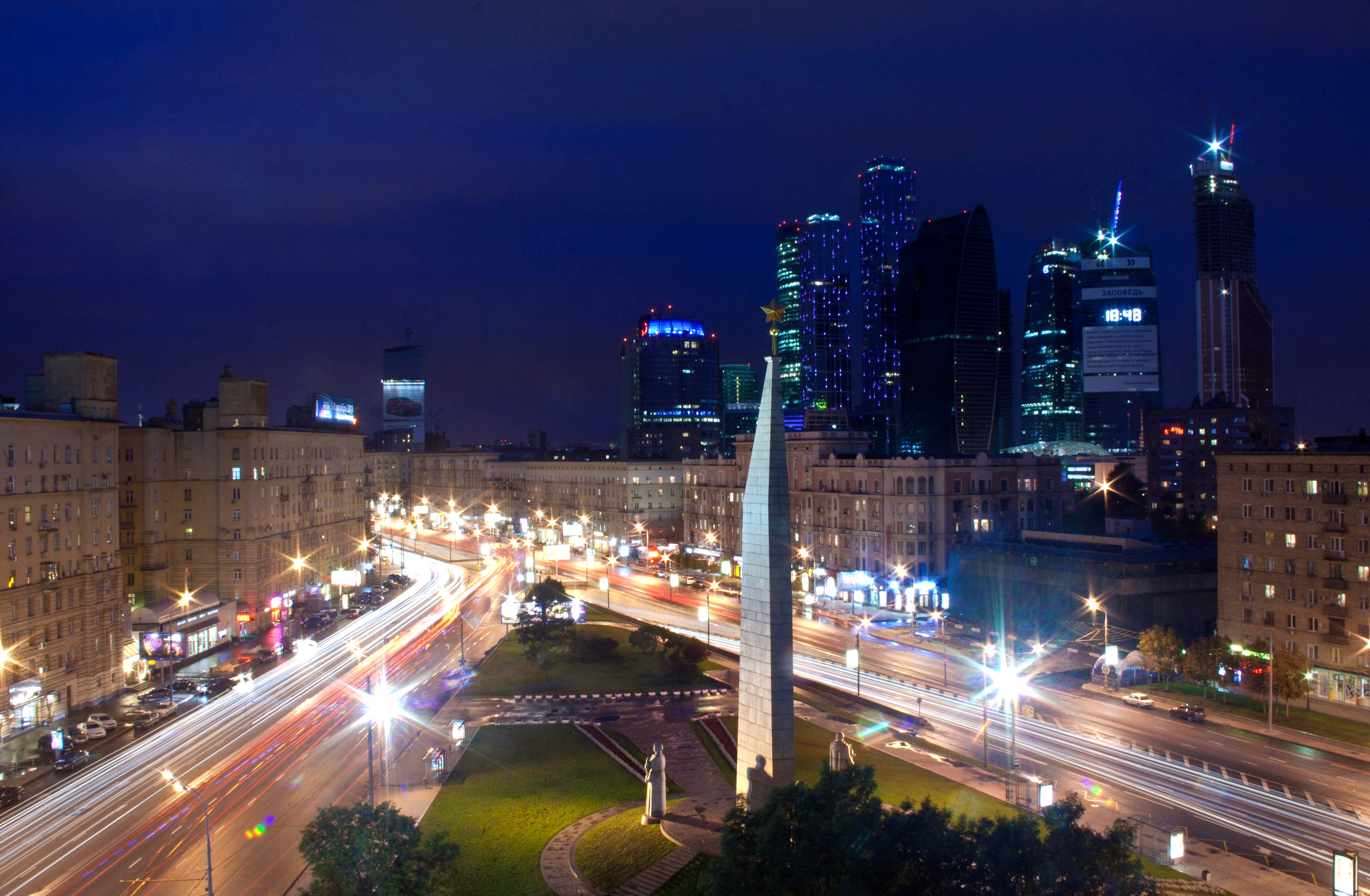
Moscou, Rússia.

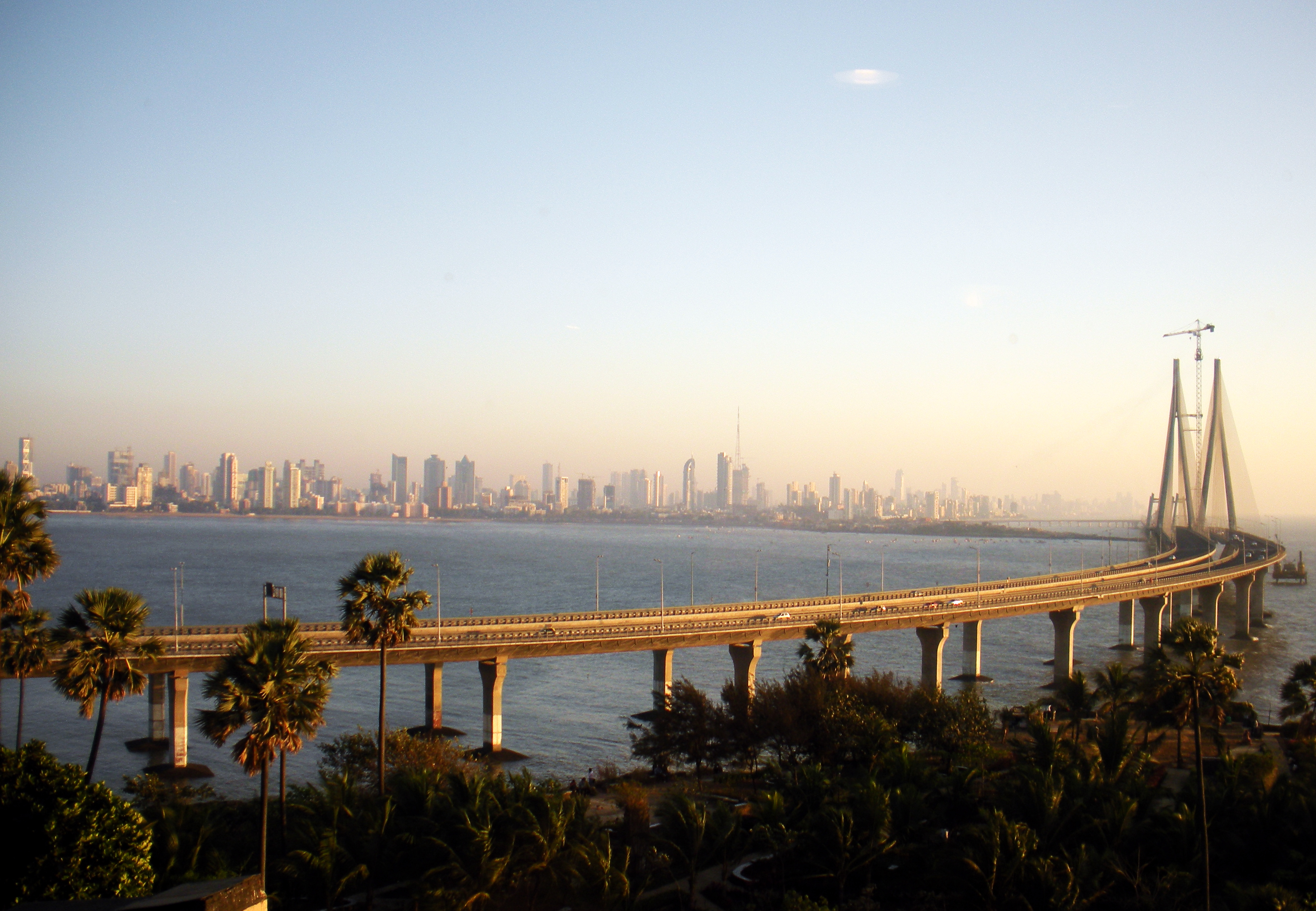
Bombaim, Índia.

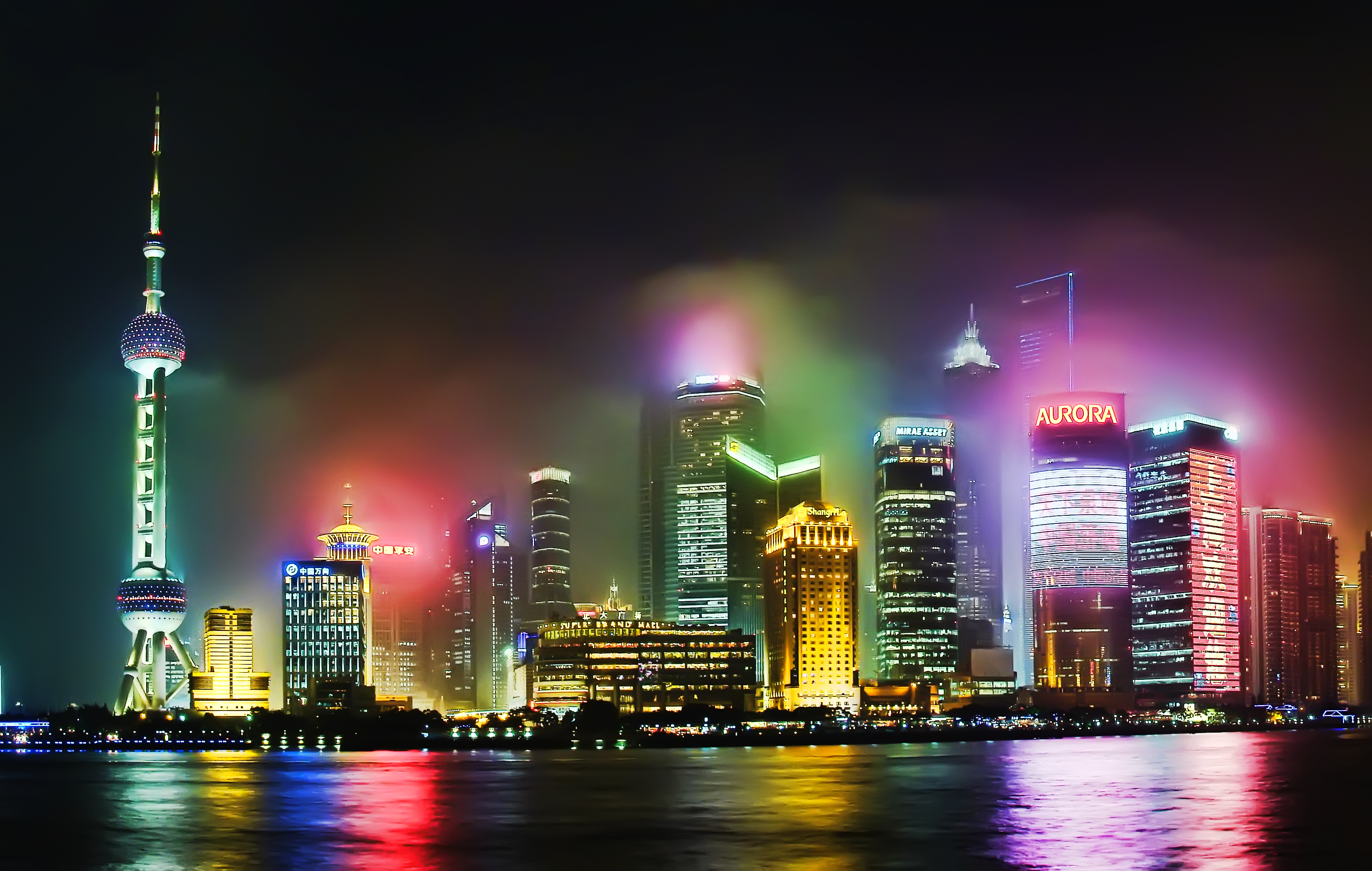
Xangai, China.

A tese BRIC reconhece que Brasil, Rússia, Índia e China mudaram os seus sistemas políticos para adotar o capitalismo global. A Goldman Sachs prevê que a China e a Índia, respectivamente, vão se tornar os principais fornecedores mundiais de produtos manufaturados e serviços, enquanto Brasil e Rússia se tornarão dominantes da mesma forma como fornecedores de matérias-primas. Note-se que, dos quatro países, o Brasil continua a ser a única nação que tem a capacidade de prosseguir com todos os elementos econômicos, ou seja, fornecendo bens da indústria, serviços e recursos simultaneamente. A cooperação é, portanto, a hipótese de ser o próximo passo lógico entre os BRICs, porque o Brasil e a Rússia formam os fornecedores mais óbvios de commodities para a Índia e a China. Assim, os BRICs têm potencial para formar um bloco econômico poderoso, excluindo os Estados modernos atualmente dominantes, formado pelo "Grupo dos Oito". O Brasil é dominante na soja e no minério de ferro, enquanto a Rússia tem enormes reservas de petróleo e gás natural.
Após o fim da Guerra Fria, ou mesmo antes, os governos que compreendem todos os BRIC iniciaram reformas econômicas ou políticas para permitir que seus países entrassem na economia mundial. Para competir, esses países têm simultaneamente salientado a educação, o investimento estrangeiro, o consumo interno e o empreendedorismo nacional.

### Relatório de acompanhamento (2004)
A equipe econômica mundial do Goldman Sachs divulgou um relatório de acompanhamento ao seu estudo inicial sobre os BRICs em 2004. O relatório afirma que nos países BRIC, o número de pessoas com renda anual superior a um limite de 3.000 dólares, vai duplicar em número dentro três anos e chegar a 800 milhões de pessoas dentro de uma década. Este relatório prevê um aumento maciço no tamanho da classe média nesses países. Em 2025, calcula-se que o número de pessoas nas nações BRIC ganhando mais de 15 mil dólares pode chegar a mais de 200 milhões. Isso indica que um aumento enorme na demanda não será restrito aos bens básicos, mas terá impacto em bens mais caros também. Segundo o relatório, a China em primeiro lugar e, em seguida, uma década depois, a Índia vão começar a dominar a economia mundial.
No entanto, apesar do crescimento, balançando tão decisivamente para as economias do BRIC, o nível de riqueza média dos indivíduos nas economias mais avançadas vai continuar a superar em muito a média econômica dos BRICs. O Goldman Sachs estima que em 2025 a renda per capita nos seis países mais populosos da UE vai ultrapassar os US$ 35.000, enquanto que apenas cerca de 500 milhões de pessoas nas economias do BRIC terão níveis de renda semelhante.
O relatório destaca também a grande ineficiência da Índia no consumo de energia e menciona a dramática sub-representação destas economias nos mercados mundiais de capitais. O relatório também enfatiza as enormes populações que existem no seio das nações BRIC, o que torna relativamente fácil que a riqueza agregada desses países supere a do G7, enquanto os níveis de renda per capita ainda serão muito inferiores do padrão dos países industrializados atuais. Este fenômeno também afeta os mercados mundiais, visto que as corporações multinacionais tentarão tirar proveito dos enormes mercados potenciais nos países do BRIC, produzindo, por exemplo, carros muito mais baratos e outros produtos manufaturados a preços acessíveis para os consumidores dentro dos BRICs, em vez dos modelos de luxo que atualmente trazem mais renda para os fabricantes de automóveis. Índia e China já começaram a fazer sentir a sua presença nos serviços e na indústria transformadora, respectivamente, no cenário global. As economias desenvolvidas do mundo já notaram esse fato.

### Segundo relatório de acompanhamento (2007)
Este relatório foi compilado pelos autores Tushar Poddar e Eva Yi é dá ênfase ao "Potencial de Crescimento da Índia". Ele revela dados atualizados de projeções atribuídas à crescente tendência de crescimento na Índia durante os últimos quatro anos. O Goldman Sachs afirma que "a influência da Índia na economia mundial será maior e mais rápida do que implícita em nossa pesquisa sobre os BRICs publicada anteriormente". Eles observaram áreas significativas como pesquisa e desenvolvimento e da expansão que está acontecendo no país, o que conduzirá à prosperidade da crescente classe média.
A Índia tem 10 das 30 áreas urbanas que mais crescem no mundo e, com base nas tendências atuais, estima-se o enorme número de 700 milhões de pessoas irão se deslocar para cidades até 2050. Isto terá implicações significativas na demanda por infraestrutura urbana, imóveis e serviços.— 
Na revisão dos números em 2007, com base em um crescimento maior e sustentável, com mais investimentos estrangeiros diretos, o Goldman Sachs prevê que o "PIB per capita da Índia irá quadruplicar entre 2007-2020, em US$", e que a economia indiana vai superar a Estados Unidos (em US$) em torno do ano 2043. O relatório afirma que as quatro nações, como um grupo, vão ultrapassar os países do G7 em 2032.

### EM Equity in Two Decades: A Changing Landscape(2010)
Segundo um novo relatório do Goldman Sachs, publicado em 2010, a China poderia ultrapassar os Estados Unidos em termos de capitalização de mercado de capital em 2030 e se tornar o maior mercado acionário único no mundo. Em 2020, o PIB dos EUA pode ser apenas ligeiramente maior do que o PIB da China. Juntos, os quatro BRICs podem ser responsáveis por 41% da capitalização de mercado do mundo em 2030, segundo o relatório.
Devido à contração de 1,1% do PIB do Japão no 4º trimestre de 2010 face ao trimestre anterior, o PIB da China ultrapassou o PIB do Japão por $5.88 trilhões e $5.47 trilhões de dólares, respectivamente, e tornou a China a segunda maior economia do planeta.
Com base em relatório divulgado pela Forbes em março de 2011, os países BRICs, pela primeira vez, ultrapassaram a Europa em número de bilionários por 301 bilionários, ou um bilionário na frente da Europa, por causa do significativo aumento de 108 bilionários em relação ao ano anterior.
Em 2010, a economia combinada dos países BRICS foi responsável por 18% da produção total da economia global e é esperado que o grupo passe o G7 em 2035.

## Estatísticas
A The Economist publica uma tabela anual de estatísticas sociais e econômicas nacionais no seu Pocket World in Figures. Os dados da classificação mundial, edição de 2008, quando comparados as economias e países do BRIC fornecem um marco interessante em relação a bases econômicas da "tese BRIC". Ele também ilustra como, apesar de suas bases econômicas divergentes, os indicadores econômicos dos BRICs são notavelmente semelhantes no ranking global entre as diferentes economias. Eles também sugerem que, embora argumentos econômicos possam ser feitos para a inclusão do México na "tese BRIC", a possibilidade de inclusão da África do Sul parece consideravelmente mais fraca. Uma publicação da Goldman Sachs de Dezembro de 2005 explica o porquê do México não estar incluído no BRIC. De acordo com a publicação, entre todos os países analisados, apenas o México e a Coreia do Sul talvez tenham algum potencial para rivalizar com as economias BRICs, mesmo assim, os analistas da Goldman Sachs resolveram excluir tais economias da "tese BRIC" por já considerá-las mais desenvolvidas. De acordo com a publicação de 2005, o México seria a quinta maior economia em 2050, à frente da Rússia.
Esta é uma tabela mostrando várias categorias de listas e rankings relacionadas à economia e política e as posições dos países BRICS em cada uma delas. O melhor colocado destacado em negrito.
| Categoria                        | Brasil | Rússia | Índia | China               |
| -------------------------------- | ------ | ------ | ----- | ------------------- |
| Área                             | 5º     | 1º     | 7º    | 3º / 4º (disputado) |
| População                        | 5º     | 9º     | 2º    | 1º                  |
| PIB nominal                      | 7º     | 11º    | 10º   | 2º                  |
| PIB (PPC)                        | 8º     | 6º     | 4º    | 2º                  |
| Exportações                      | 21º    | 11º    | 20º   | 1º                  |
| Importações                      | 20º    | 17º    | 11º   | 2º                  |
| Balança comercial                | 187º   | 4º     | 182º  | 1º                  |
| Consumo de eletricidade          | 6º     | 4º     | 5º    | 1º                  |
| Automóvel per capita             | 65°    | 51°    | 114°  | 72°                 |
| Liberdade econômica              | 81°    | 122°   | 121°  | 111°                |
| Produção de petróleo             | 9°     | 1°     | 23°   | 5º                  |
| Índice de Desenvolvimento Humano | 84º    | 66º    | 134º  | 101º                |

### Perspectivas
A lista a seguir mostra os 22 países dos grupos BRICs, G7 e Próximos onze pelo PIB nominal do ano de 2006 até o ano de 2050. A lista da parte inferior classifica os mesmos 22 países por PIB nominal per capita. Os países do BRIC são destacados e rotulados em negrito.
Classificação de 2006: os números de 1 a 15 são países do G20. Os cinco outros países do G20 que não foram incluídos na lista são: Argentina, Austrália, Arábia Saudita, África do Sul e União Europeia. Os números de 1 a 8 são países do G7 (Top 7), com exceção da China. Estima-se que em 2027 o PIB da China vai ultrapassar o dos Estados Unidos.
Classificação de 2050: os países do Top5 são: 1.República Popular da China, 2.Estados Unidos, 3.Índia, 4.Brasil, 5.México (todos os três países do BRIC, mais EUA e México). Os países do G7 em 2006 que não estão no Top5 de 2050 são: Japão (8), Alemanha (10), Reino Unido (9), França (12), Itália (18) e Canadá (16). Assim, só os Estados Unidos será um dos países do G7 que continuará no Top 5 em 2050. Os números refletem os dados publicados em 2007.

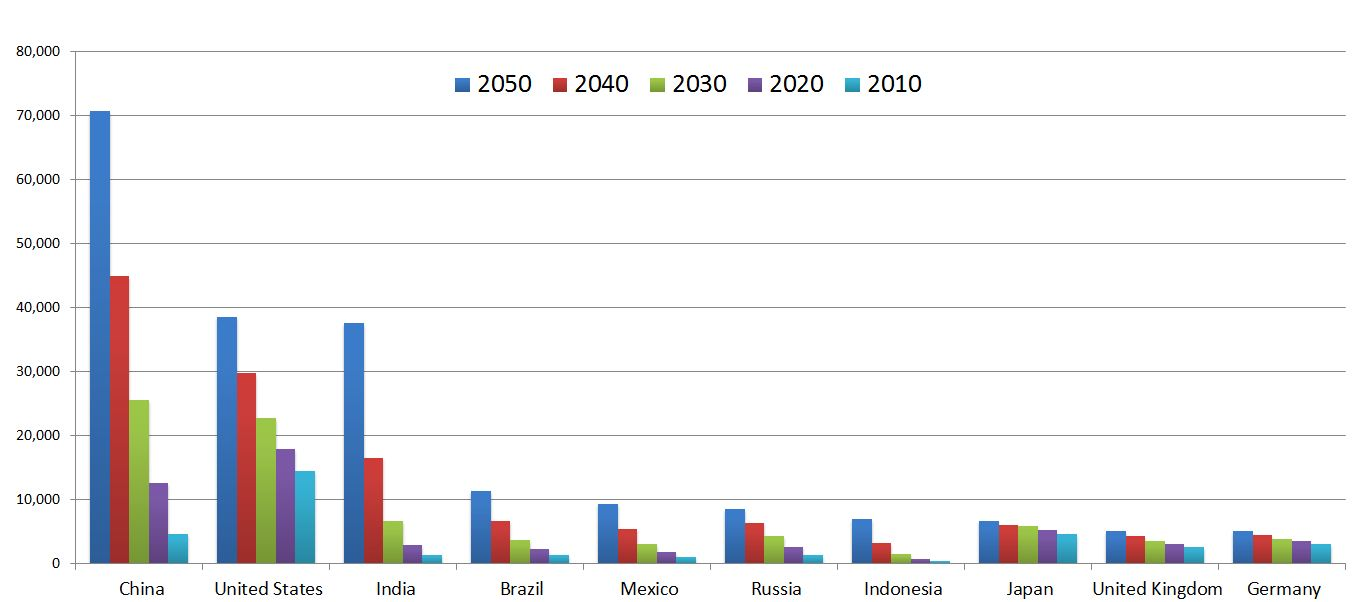
As cinco maiores economias do mundo em 2050, medidas em PIB nominal (milhões de USD), de acordo com o Goldman Sachs.

| Posição em 2050 | País           | 2050   | 2045   | 2040   | 2035   | 2030   | 2025   | 2020   | 2015   | 2010   | 2006   |
| --------------- | -------------- | ------ | ------ | ------ | ------ | ------ | ------ | ------ | ------ | ------ | ------ |
| 1               | China          | 70.710 | 57.310 | 45.022 | 34.348 | 25.610 | 18.437 | 12.630 | 8.133  | 5.745  | 2.682  |
| 2               | Estados Unidos | 38.514 | 33.904 | 29.823 | 26.097 | 22.817 | 20,087 | 17.978 | 16.194 | 14.620 | 13.245 |
| 3               | Índia          | 37.668 | 25.278 | 16.510 | 10.514 | 6.683  | 4.316  | 2.848  | 1.900  | 1.430  | 909    |
| 4               | Brasil         | 11.366 | 8.740  | 6.631  | 4.963  | 3.720  | 2.831  | 2.194  | 1.720  | 2.024  | 1.064  |
| 5               | México         | 9.340  | 7.204  | 5.471  | 4.102  | 3.068  | 2.303  | 1.742  | 1.327  | 1.004  | 851    |
| 6               | Rússia         | 8.580  | 7.420  | 6.320  | 5.265  | 4.265  | 3.341  | 2.554  | 1.900  | 1.477  | 982    |
| 7               | Indonésia      | 7.010  | 4.846  | 3.286  | 2.192  | 1.479  | 1.033  | 752    | 562    | 695    | 350    |
| 8               | Japão          | 6.677  | 6.300  | 6.042  | 5.886  | 5.814  | 5.570  | 5.224  | 4.861  | 5.391  | 4.336  |
| 9               | Irão           | 5.945  | 4.283  | 3.085  | 2.222  | 1.673  | 1.285  | 994    | 716    | 337    | 245    |
| 10              | Reino Unido    | 5.133  | 4.744  | 4.344  | 3.937  | 3.595  | 3.333  | 3.101  | 2.835  | 2.259  | 2.310  |
| 11              | Alemanha       | 5.024  | 4.714  | 4.388  | 4.048  | 3.761  | 3.631  | 3.519  | 3.326  | 3.306  | 2.851  |
| 12              | Nigéria        | 4.640  | 2.870  | 1.765  | 1.083  | 680    | 445    | 306    | 218    | 206    | 121    |
| 13              | França         | 4.592  | 4.227  | 3.892  | 3.567  | 3.306  | 3.055  | 2.815  | 2.577  | 2.555  | 2.194  |
| 14              | Coreia do Sul  | 4.083  | 3.562  | 3.089  | 2.644  | 2.241  | 1.861  | 1.508  | 1.305  | 986    | 887    |
| 15              | Turquia        | 3.943  | 3.033  | 2.300  | 1.916  | 1.479  | 1.279  | 965    | 865    | 729    | 390    |
| 16              | Vietname       | 3.607  | 2.569  | 1.768  | 1.169  | 745    | 458    | 273    | 157    | 102    | 55     |
| 17              | Canadá         | 3.149  | 2.849  | 2.569  | 2.302  | 2.061  | 1.856  | 1.700  | 1.549  | 1.564  | 1.260  |
| 18              | Filipinas      | 3.010  | 2.040  | 1.353  | 882    | 582    | 400    | 289    | 215    | 189    | 117    |
| 19              | Itália         | 2.950  | 2.737  | 2.559  | 2.444  | 2.391  | 2.326  | 2.444  | 2.072  | 2.037  | 1.809  |
| 20              | Egito          | 2.602  | 1.728  | 1.124  | 718    | 467    | 318    | 229    | 171    | 216    | 101    |
| 21              | Paquistão      | 2.085  | 1.472  | 1.026  | 709    | 497    | 359    | 268    | 206    | 174    | 129    |
| 22              | Bangladesh     | 1.466  | 1.001  | 676    | 451    | 304    | 210    | 150    | 110    | 105    | 63     |

| BRIC | Brasil · Rússia · Índia · China                                            | 128.324 | 98.757 | 74.483 | 55.090 | 40.278 | 28.925 | 20.226 | 13.653 | 8.640  | 5.637  |
| G7   | Canadá · França · Alemanha · Itália · Japão · Reino Unido · Estados Unidos | 66.039  | 59.475 | 53.617 | 48.281 | 43.745 | 39.858 | 36.781 | 33.414 | 30.437 | 28.005 |

| Posição em 2050 | País           | 2050   | 2045   | 2040   | 2035   | 2030   | 2025   | 2020   | 2015   | 2010   | 2006   | % de crescimento (2006 - 2050) |
| --------------- | -------------- | ------ | ------ | ------ | ------ | ------ | ------ | ------ | ------ | ------ | ------ | ------------------------------ |
| 1               | Estados Unidos | 91.683 | 83.489 | 76.044 | 69.019 | 62.717 | 57.446 | 53.502 | 50.200 | 47.014 | 44.379 | 206%                           |
| 2               | Coreia do Sul  | 90.294 | 75.979 | 63.924 | 53.449 | 44.602 | 36.813 | 29.868 | 26.012 | 21.602 | 18.161 | 497%                           |
| 3               | Reino Unido    | 79.234 | 73.807 | 67.391 | 61.049 | 55.904 | 52.220 | 49.173 | 45.591 | 41.543 | 38.108 | 207%                           |
| 4               | Rússia         | 78.435 | 65.708 | 54.221 | 43.800 | 34.368 | 26.061 | 19.311 | 13.971 | 9.833  | 6.909  | 1,137%                         |
| 5               | Canadá         | 76.002 | 69.531 | 63.464 | 57.728 | 52.663 | 48.621 | 45.961 | 43.449 | 40.541 | 38.071 | 199%                           |
| 6               | França         | 75.253 | 68.252 | 62.136 | 56.562 | 52.327 | 48.429 | 44.811 | 41.332 | 38.380 | 36.045 | 208%                           |
| 7               | Alemanha       | 68.253 | 62.658 | 57.118 | 51.710 | 47.263 | 45.033 | 43.223 | 40.589 | 37.474 | 34.588 | 197%                           |
| 8               | Japão          | 66.846 | 60.492 | 55.756 | 52.345 | 49.975 | 46.419 | 42.385 | 38.650 | 36.194 | 34.021 | 196%                           |
| 9               | México         | 63.149 | 49.393 | 38.255 | 29.417 | 22.694 | 17.685 | 13.979 | 11.176 | 8.972  | 7.918  | 797%                           |
| 10              | Itália         | 58.545 | 52.760 | 48.070 | 44.948 | 43.195 | 41.358 | 38.990 | 35.908 | 32.948 | 31.123 | 188%                           |
| 11              | Brasil         | 49.759 | 38.149 | 29.026 | 21.924 | 16.694 | 12.996 | 10.375 | 8.427  | 6.882  | 5.657  | 879%                           |
| 12              | China          | 49.650 | 39.719 | 30.951 | 23.511 | 17.522 | 12.688 | 8.829  | 5.837  | 3.463  | 2.041  | 2,432%                         |
| 13              | Turquia        | 45.595 | 34.971 | 26.602 | 20.046 | 15.188 | 11.743 | 9.291  | 7.460  | 6.005  | 5.545  | 822%                           |
| 14              | Vietname       | 33.472 | 23.932 | 16.623 | 11.148 | 7.245  | 4.583  | 2.834  | 1.707  | 1.001  | 655    | 5,110%                         |
| 15              | Irão           | 32.676 | 26.231 | 20.746 | 15.979 | 12.139 | 9.328  | 7.345  | 5.888  | 4.652  | 3.768  | 867%                           |
| 16              | Indonésia      | 22.395 | 15.642 | 10.784 | 7,365  | 5.123  | 3.711  | 2.813  | 2.197  | 1.724  | 1.508  | 1,485%                         |
| 17              | Índia          | 20.836 | 14.446 | 9.802  | 6.524  | 4.360  | 2.979  | 2.091  | 1.492  | 1.061  | 817    | 2,550%                         |
| 18              | Egito          | 20.500 | 14.025 | 9.443  | 6.287  | 4.287  | 3.080  | 2.352  | 1.880  | 1.531  | 1.281  | 1,600%                         |
| 19              | Filipinas      | 20.388 | 14.260 | 9.815  | 6.678  | 4.635  | 3.372  | 2.591  | 2.075  | 1.688  | 1.312  | 1,553%                         |
| 20              | Nigéria        | 13.014 | 8.934  | 6.117  | 4.191  | 2.944  | 2.161  | 1.665  | 1.332  | 1.087  | 919    | 1,416%                         |
| 21              | Paquistão      | 7.066  | 5.183  | 3.775  | 2.744  | 2.035  | 1.568  | 1.260  | 1.050  | 897    | 778    | 908%                           |
| 22              | Bangladesh     | 5.235  | 3.767  | 2.698  | 1.917  | 1.384  | 1.027  | 790    | 627    | 510    | 427    | 1,225%                         |

## Críticas
A principal crítica é a de que as projeções do BRIC são baseadas na suposição de que os recursos naturais são ilimitados e infinitamente disponíveis quando necessário. Na realidade, muitos recursos importantes atualmente necessários para sustentar o crescimento econômico, como petróleo, gás natural, carvão e outros combustíveis fósseis, e o urânio, que, em breve, poderão sofrer um pico de produção antes que energias renováveis estejam suficientemente desenvolvidas e comercializadas, o que pode resultar em um menor crescimento econômico do que o previsto, assim minando as projeções e os respectivas prazos. A emergência econômica dos BRICs terá consequências imprevisíveis para o ambiente global. Na verdade, os defensores de um conjunto da capacidade de carga da Terra argumentam que, dada a tecnologia atual, há um limite finito para quanto os BRICs podem se desenvolver antes de exceder a capacidade de fornecimento da economia global.
Acadêmicos e especialistas têm sugerido que a China é uma aliança por si só em relação aos outros países do BRIC. Tal como David Rothkopf escreveu na revista Foreign Policy, "Sem a China, os BRICs são apenas o BRI, um queijo macio e brando que é conhecido principalmente pelo lamento que o acompanha. A China é o músculo do grupo e os chineses sabem disso. Eles têm poder de veto efetivo sobre as iniciativas do BRIC, pois sem eles, quem se importa realmente? Eles são o único com as grandes reservas. Eles são o maior mercado potencial. Eles são os parceiros dos Estados Unidos no G2 (imagine a cobertura de uma reunião G2 em relação a uma reunião do G8) e E2 (sem acordo sobre o clima sem eles) e assim por diante." O Deutsche Bank Research, afirmou em um relatório que "a China ofusca economicamente, financeiramente e politicamente, e continuará a ofuscar os outros BRICs." A instituição acrescentou que a economia da China é maior do que as três outras economias do BRIC (Brasil, Rússia e Índia) combinadas. Além disso, as exportações da China e suas reservas estrangeiras oficiais são mais que o dobro da dos outros BRICs combinados. Nessa perspectiva, alguns especialistas em investimentos de pensão têm argumentado que "a China sozinha responde por mais de 70% do combinado crescimento do PIB gerado pelos países BRIC [1999-2010]:. se não houver um milagre BRIC, esse é na maior parte e antes de tudo um milagre chinês."